# Ulrich Schoop
Ulrich Schoop (* 1830 in Dozwil; † 1911 in Zürich) war ein Schweizer Kunstpädagoge und Kunstdidaktiker.

## Leben
Ulrich Schoop wurde 1830 in Dozwil geboren. Er entstammte einem «alten Oberthurgauer Geschlecht» von Bauern, Bildwebern, Industriellen, Gelehrten, Pfarrern und Lehrern. Schoop, der als erster aus der Familie «ins Rampenlicht der Öffentlichkeit» trat, verliess 1863 Dozwil, um als «Zeichenlehrer an der thurgauischen Kantonsschule und an der gewerblichen Fortbildungsschule in Frauenfeld» zu unterrichten.
1876 zog er mit seiner sechsköpfigen Familie nach Zürich und arbeitete dort als «Zeichenlehrer an den höheren Stadtschulen und der Gewerbeschule in Zürich». Ab 1878, nach der Gründung der Kunstgewerbeschule, wurde er zum Professor ernannt und arbeitete als «Zeichenlehrer an den höhern Stadtschulen und der Kunstgewerbeschule in Zürich».
Schoop verfasste ein rundes Dutzend von Fachbüchern über Zeichenunterricht, Lehrerbildung, Kunstgewerbe, Ornamentzeichnen, Perspektive und Schreibschrift. Mehrere seiner Fachpublikationen werden zum Teil noch heute benutzt.
Schoop hatte vier Kinder:
- Paul Schoop (um 1858–1907)
- Max Ulrich Schoop (1870–1956)
- Friedrich Maximilian Schoop (1871–1924)
- und ein viertes Kind, das vor 1876 geboren wurde, über das aber sonst nichts Näheres bekannt ist.

Paul und Max Ulrich ergriffen technische Berufe und wurden zu Erfindern und Fabrikanten. Friedrich Maximilian wurde Journalist und Präsident eines Zürcher Luxushotels. Die Enkel von Max Ulrich und Friedrich Maximilian entschieden sich für künstlerische Berufe und betätigten sich als Musiker sowie in der darstellenden und bildenden Kunst.

## Nachkommen
Der folgende „Stammbaum“ zeigt Ulrich Schoops Nachkommen bis in die vierte Generation. 
| Ulrich Schoop (1830–1911), Kunstpädagoge, Kunstdidaktiker Paul Schoop (1858–1907), Elektrochemiker, Fabrikant Ehe: NN Sohn NN (1899–?) Max Ulrich Schoop (1870–1956), Techniker, Fabrikant 1. Ehe: 1898, Martha Bächler, Scheidung: 1927 Uli Schoop (1903–1990), Bildhauer, Maler 4 weitere Kinder 2. Ehe: 1929, Frieda oder Frida Neininger Friedrich Maximilian Schoop (1871–1924), Journalist Ehe: Emma Olga Böppli (1873–1959) Max Schoop (1902–1984), Maler Ehe: ~1940, Trude Berliner (1903–1977) Trudi (Gertrud) Schoop (1903–1999), Tänzerin, Choreographin, Kabarettistin, Tanztherapeutin Ehe: 1929, Hans Wickihalder (1896–1951), Theaterkritiker, Theaterleiter Hedi (Hedwig) Schoop (1906–1995), Tänzerin, Kabarettistin, Bildhauerin, Malerin, Fabrikantin 1. Ehe: 1932, Friedrich Hollaender (1896–1976), Komponist, Kabarettist, Scheidung: 1938 2. Ehe: 1943, Ernö Verebes (1902–1971), Filmschauspieler Anthony (Tony) Verebes (* 1946), Fotograf Paul Schoop (1909–1976), Komponist 1. Ehe: 1945, Bonnie Vallarino (1914–1961) Paula Schoop (* 1952) 2. Ehe: vor 1974, Frances Schoop |

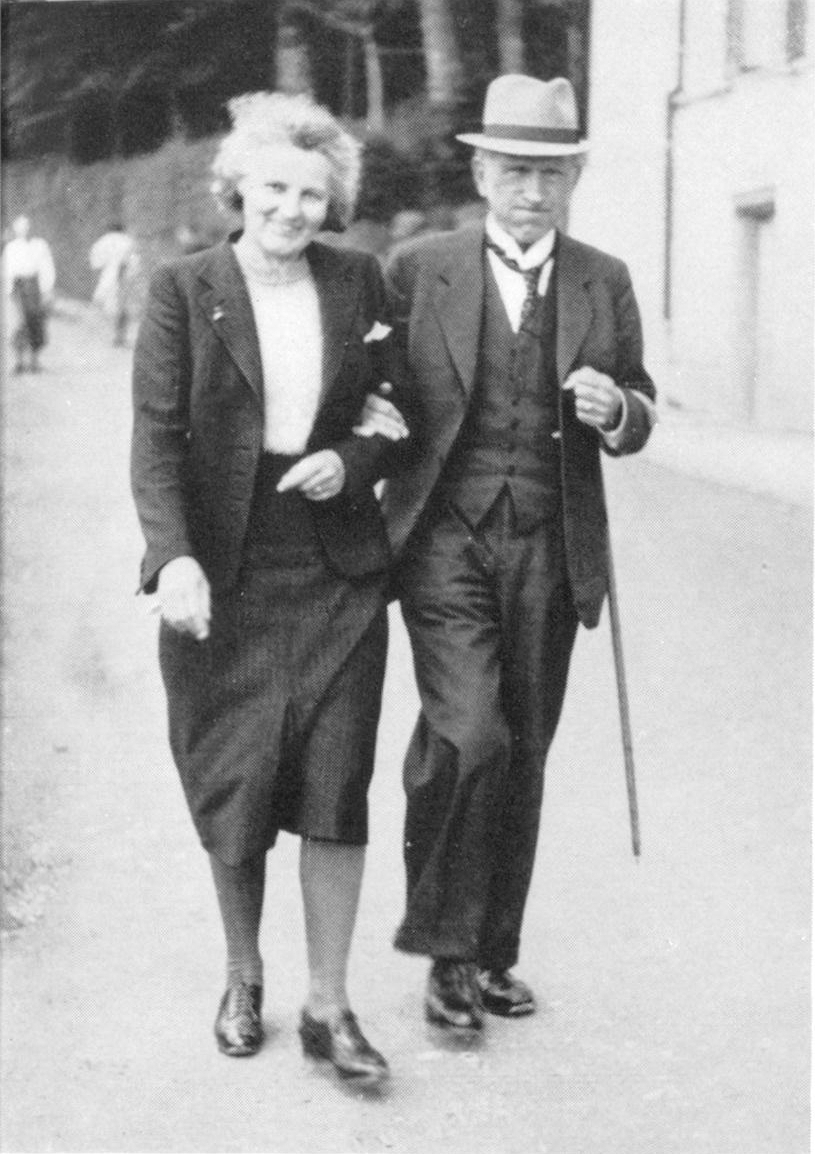
Max Ulrich Schoop und seine zweite Frau Frieda Neininger.
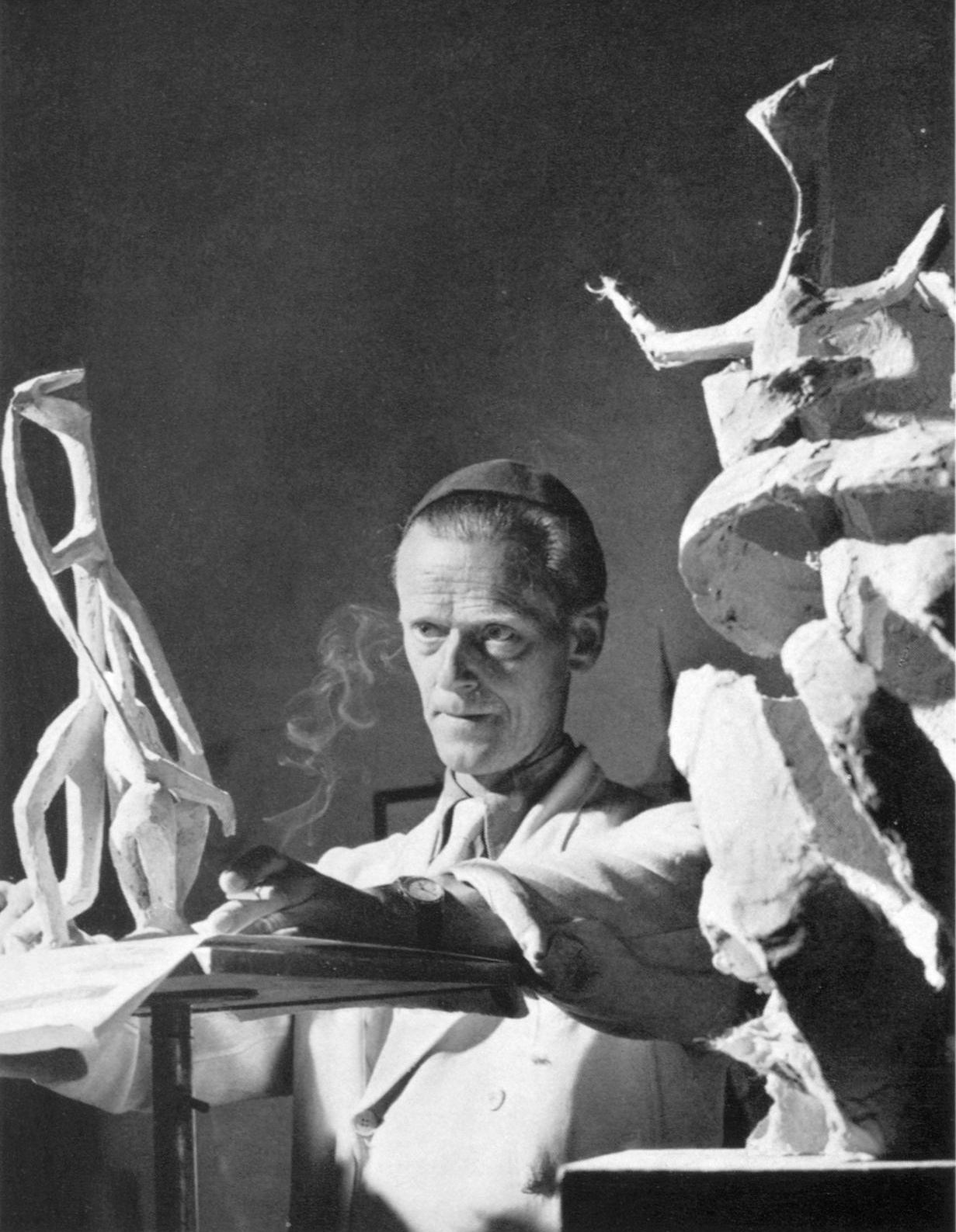
Uli Schoop in seiner Werkstatt.
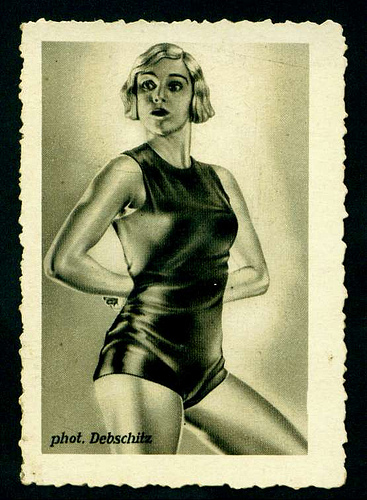
Trudi Schoop als Tänzerin.
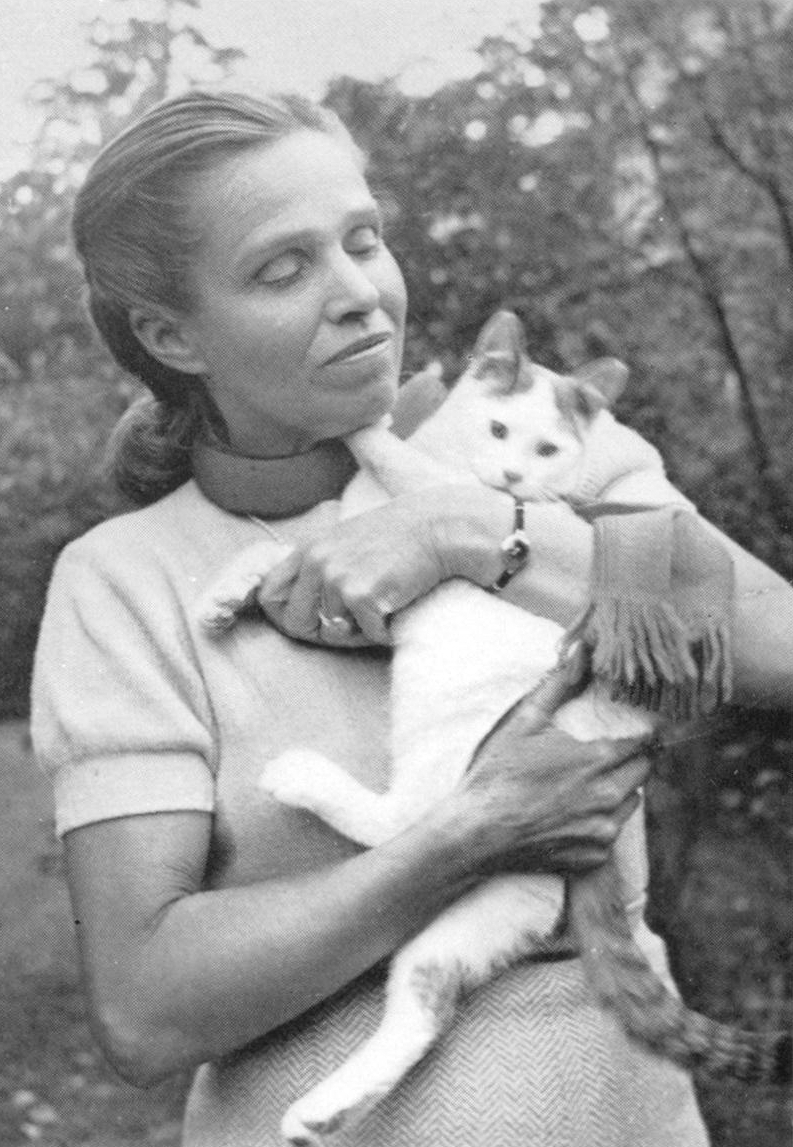
Hedi Schoop mit einer ihrer Lieblingskatzen.
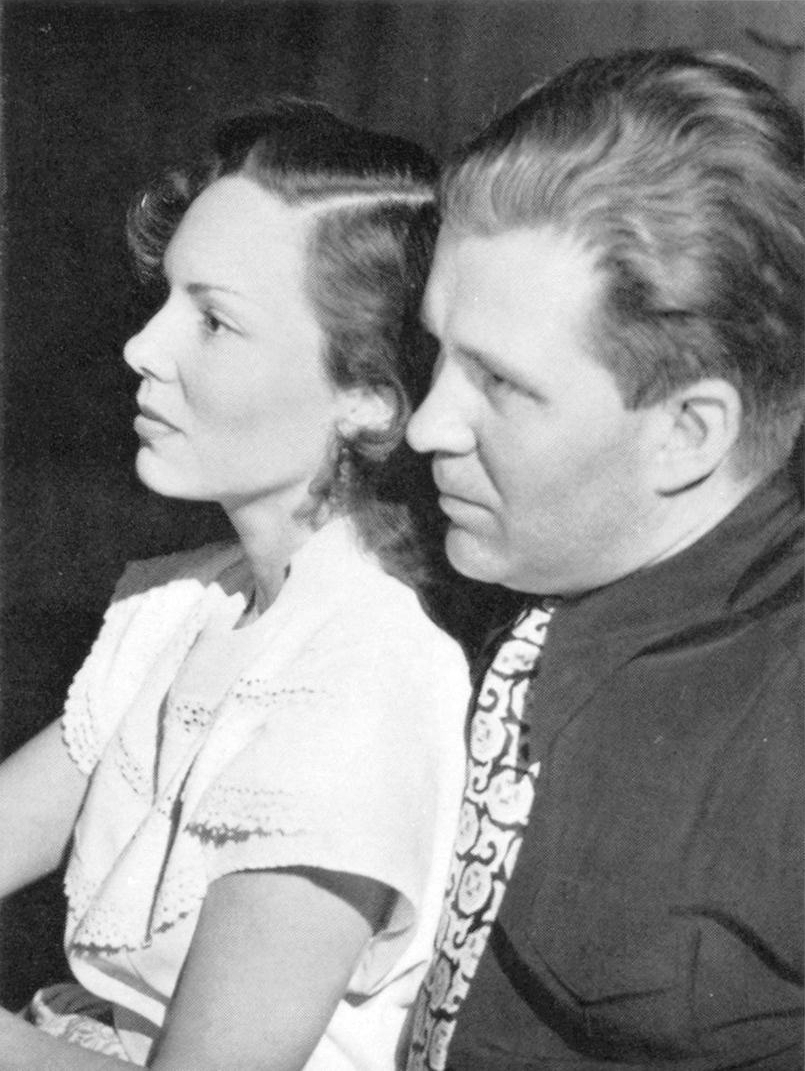
Paul Schoop und seine Frau Bonnie Vallarino.
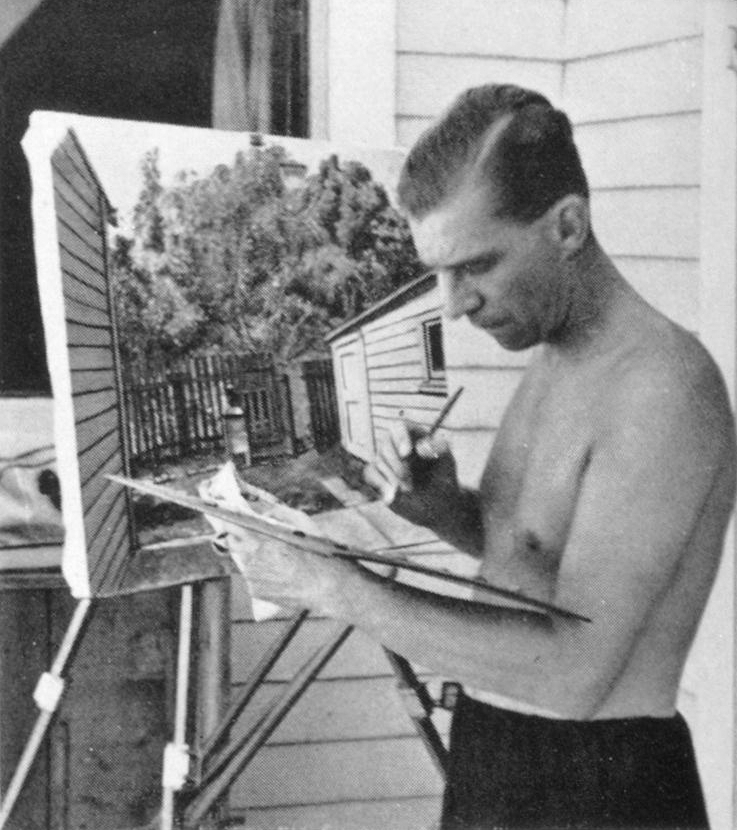
Max Schoop vor der Staffelei.

## Fussnoten
1. ↑  #Schoop 1974, #Seelig 1958, Seite 95, offizieller Titel.
2. ↑  #Oetterli 2009, Seite 162, #Schoop 1974, #Seelig 1958, Seite 95, offizieller Titel.
3. ↑  #Oetterli 2009, Seite 162.

| Personendaten    | Personendaten                               |
| ---------------- | ------------------------------------------- |
| NAME             | Schoop, Ulrich                              |
| KURZBESCHREIBUNG | Schweizer Kunstpädagoge und Kunstdidaktiker |
| GEBURTSDATUM     | 1830                                        |
| GEBURTSORT       | Dozwil                                      |
| STERBEDATUM      | 1911                                        |
| STERBEORT        | Zürich                                      |